# نورمن آر. آگوستین
نورمن آر. آگوستین (انگلیسی: Norman R. Augustine؛ زادهٔ ۲۷ ژوئیهٔ ۱۹۳۵) یک تاجر هوافضا در ایالات متحده است که از ۱۹۷۵ تا ۱۹۷۷ به عنوان معاون وزیر ارتش ایالات متحده خدمت کرد. آگوستین به عنوان رئیس و مدیر عامل شرکت لاکهید مارتین و رئیس کمیته برنامه‌های پرواز فضایی انسانی ایالات متحده بود.
وی همچنین برندهٔ جوایزی همچون مدال ملی فناوری و نوآوری شده‌است.